# Gare des Mazes - Le Crès
La gare des Mazes - Le Crès est une gare ferroviaire française (fermée) de la ligne de Tarascon à Sète-Ville, située sur le territoire de la commune du Crès, près du domaine des Mazes (commune de Saint-Aunès), dans le département de l'Hérault, en région Occitanie.
Construite par l'État, elle est mise en service en 1845 par la Compagnie fermière du chemin de fer de Montpellier à Nîmes, avant d'être reprise par  la Compagnie du chemin de fer de Lyon à la Méditerranée (PLM) en 1857. Elle devient une gare de bifurcation en 1882, lors de l'ouverture de la ligne de Mas-des-Gardies aux Mazes-le-Crès.
C'est une halte voyageurs de la Société nationale des chemins de fer français (SNCF) du réseau TER Languedoc-Roussillon, desservie par des trains express régionaux avant sa fermeture à la fin de l'année 2011.

## Situation ferroviaire
Établie à 34 mètres d'altitude, la gare des Mazes - Le Crès est située au point kilométrique (PK) 70,413 de la ligne de Tarascon à Sète-Ville, entre les gares ouvertes de Saint-Aunès et de Montpellier-Saint-Roch (s'intercale celle détruite de Castelnau-le-Lez).
Ancienne gare de bifurcation, elle est l'aboutissement, au PK 746,505, de la ligne de Mas-des-Gardies aux Mazes-le-Crès (fermée), après la gare de Vendargues (fermée).
La gare dispose de deux voies de passage (parcourables à 160 km/h), chacune étant desservie par un quai latéral.

## Histoire
La « station des Mazes » est mise en service le 9 janvier 1845 par la Compagnie d'exploitation du chemin de fer de Montpellier à Nimes lorsqu'elle ouvre à l'exploitation sa ligne. L'État, qui a construit ce chemin de fer, a livré l'infrastructure le 31 décembre à cette compagnie adjudicataire de l'exploitation. C'est l'une des trois stations (les deux autres sont « Castelnau ou le mas de Bongue » et « Saint-Aunès »), très rapprochées, provisoirement installées entre Montpellier et Lunel pour éventuellement être réunies en une seule, en un lieu à choisir à partir des différences de leur fréquentation.
En 1852, la compagnie d'exploitation en difficulté est fusionnée avec d'autres pour former la Compagnie du chemin de fer de Lyon à la Méditerranée qui reprend donc l'exploitation de la station et en 1857 elle entre dans le réseau de la Compagnie des chemins de fer de Paris à Lyon et à la Méditerranée (PLM) lors d'une nouvelle fusion de compagnies, à l'initiative de Paulin Talabot.
Lors de sa séance du 13 avril 1878, le conseil général du département adopte le vœu, déjà émis par la commune, de renommer la station « Les Mazes » en « Les-Mazes-le-Crès ». Cette décision est argumentée par le fait que la station est située sur la commune du Crès et que le nom de « Les Mazes » provient de l'influence auprès de la compagnie des propriétaires d'une propriété portant le nom de « Les Mazes » située sur la commune de Saint-Aunès située à une distance similaire à celle du village du Crès.
En août 1882, l'ingénieur en chef du contrôle indique au conseil général de l'Hérault que les travaux de construction d'un abri de quai ont commencé. Cette même année, elle devient une gare de bifurcation le 30 octobre, lors de l'ouverture de l'exploitation de la dernière section, depuis Sommières, de la ligne de Mas-des-Gardies aux Mazes-le-Crès qui permet des relations avec Alès.
La « gare des Mazes-Le-Crès » figure dans la nomenclature 1911 des gares, stations et haltes, de la Compagnie des chemins de fer de Paris à Lyon et à la Méditerranée. C'est une gare des lignes : de « Tarascon à Cette », située entre les gares de Saint-Aunès et de Montpellier et d'« Alais à Montpellier par Sommières », entre les gares de Vendargues et de Montpellier. Gare, pouvant expédier et recevoir des dépêches privées, ouverte uniquement au service complet de la « Grande Vitesse » (voyageurs), à l'exclusion des voitures, chevaux et bestiaux, il n'y a pas de service petite vitesse (marchandises).
Lors de la Seconde Guerre mondiale, le 19 août 1944, un groupe de trois avions Alliés mitraillent et font sauter un train allemand, chargé de munitions et de chars, stationné dans la gare.
La gare disposait de deux voies en impasse (en plus de celles de passage), destinées au trafic fret (pour le transbordement).

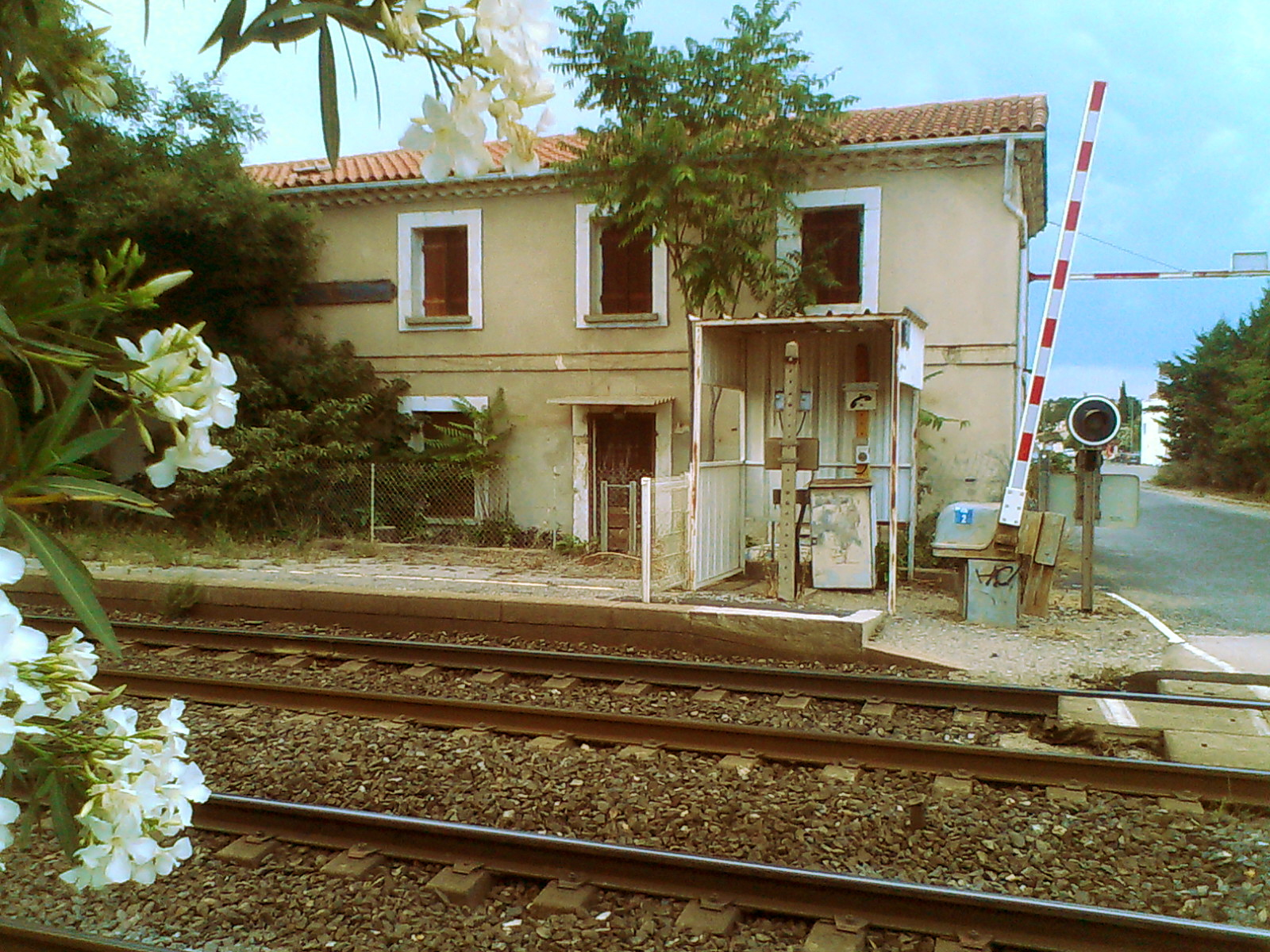
L'ancien bâtiment voyageurs et le passage à niveau.

Elle fut une halte voyageurs de la Société nationale des chemins de fer français (SNCF) desservie par des trains TER Languedoc-Roussillon effectuant des missions entre les gares de Nîmes et de Narbonne, jusqu'à sa fermeture à tout trafic intervenue le 11 décembre 2011. Ladite fermeture est motivée par la configuration particulière des quais, où se trouve en leur milieu un passage à niveau routier (PN 38), ainsi que la présence de la ligne 2 du tramway de Montpellier à proximité (la station Aube Rouge est située à environ 1,5 kilomètre de la gare), le tout dans le cadre du cadencement des horaires.

## Service des voyageurs
Gare fermée depuis 2011.

## Patrimoine ferroviaire
L'ancien bâtiment voyageurs situé au passage à niveau no 38, fermé au service ferroviaire.

## Lieu de tournage de vidéos
En 2008, la gare a été utilisée pour le tournage de la vidéo Rocky is back de Rémi Gaillard.
En 2012, elle a de nouveau été utilisée pour la réalisation d'une autre vidéo de Rémi Gaillard, Radar.